# Marcelle Perriod
Cet article court présente un sujet plus développé dans : Michel Grimaud.
Marcelle Perriod (née le 11 octobre 1937 à Paris et morte le 22 janvier 2011 à Claviers) est une écrivaine française.
Elle a signé, avec son mari Jean-Louis Fraysse, de nombreuses œuvres de science fiction et de littérature de jeunesse sous le pseudonyme collectif de Michel Grimaud. Michèle est son deuxième prénom qui a été masculinisé pour le pseudonyme à la demande d'un éditeur.

## Prix et distinctions
- 1976 : (international) « Honor List »[3], de l' IBBY, pour Des hommes traqués
- 1983 : Prix Sobrier-Arnould de l'Académie française pour Les Contes de la Ficelle
- 1983 : Grand prix de la science-fiction française pour Le Tyran d'Axilane